# Peterchens Mondfahrt

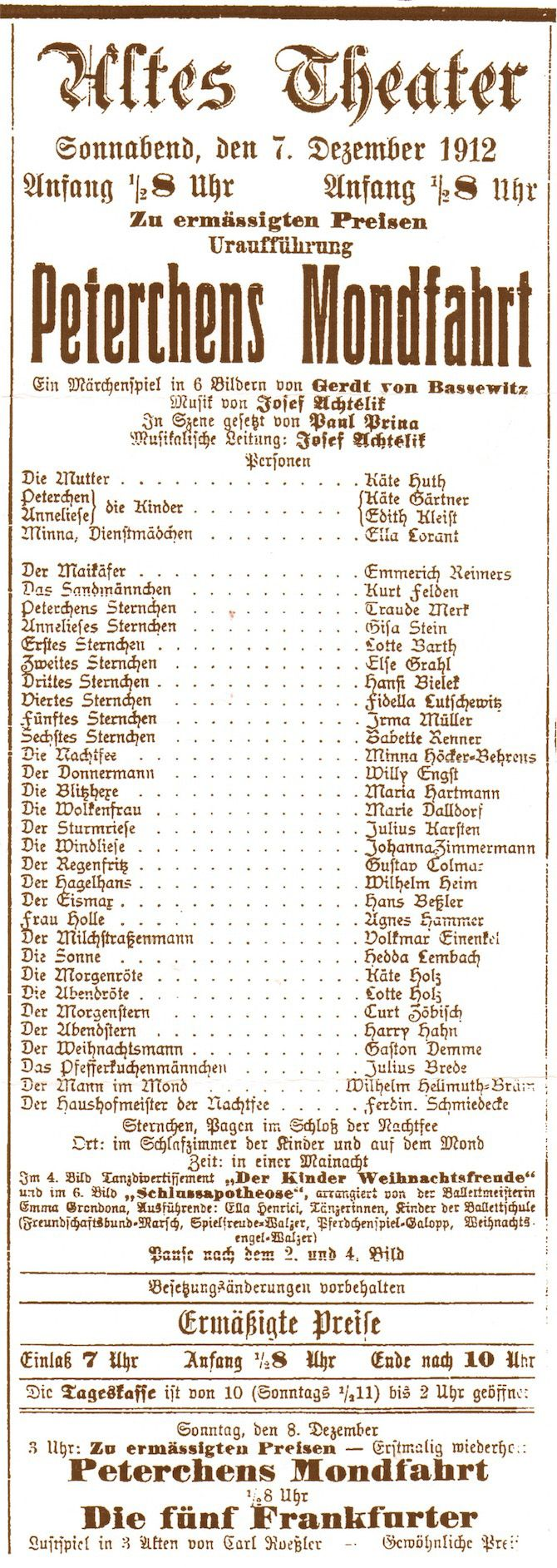
Anzeige der Uraufführung

Peterchens Mondfahrt ist ein Märchen für Kinder von Gerdt von Bassewitz. Es handelt von den Abenteuern des Maikäfers Herrn Sumsemann, der zusammen mit den Menschenkindern Peter und Anneliese zum Mond fliegt, um von dort sein verlorengegangenes sechstes Beinchen zu holen.

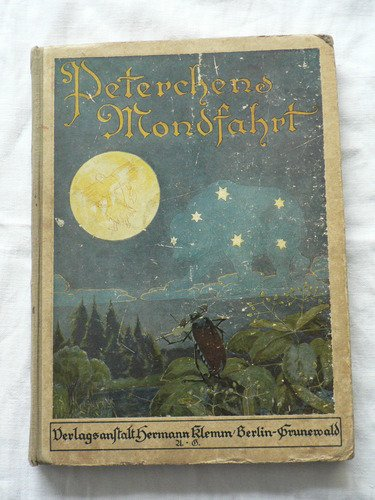
Der Bucheinband von 1915

Am 7. Dezember 1912 wurde Peterchens Mondfahrt als Märchenspiel in sechs Bildern mit Musik von Josef Achtélik und „in Scene gesetzt“ von Paul Prina im Alten Theater Leipzig uraufgeführt. 1915 wurde das Märchen dann als Buch mit Illustrationen von Hans Baluschek veröffentlicht. Es gilt heute als ein Klassiker der deutschen Kinder- und Jugendliteratur.
Die Noten zur Theatermusik galten lange als verschollen, bis der Enkel von Josef Achtélik diese auf einem alten Speicher wiederentdeckte und sie zum 100. Jubiläum der Geschichte 2012 dem MDR-Kinderchor für eine Aufführung überreichte.
Als Vorbild für die Geschwister Peter und Anneliese sollen die gleichnamigen Kinder des Ärzteehepaars Eva und Oskar Kohnstamm gedient haben, in deren Sanatorium sich Bassewitz im Jahre 1911 zur Kur aufhielt.

## Details zum Inhalt

### Die Geschichte der Sumsemanns
Als ein Urahn der Maikäfer-Familie Sumsemann sich mit seiner frisch angetrauten Frau von einem üppigen Mahl auf einem Birkenzweig erholt, wird ihm von einem Holzdieb ein Beinchen abgeschlagen. Als er aus seiner Ohnmacht wieder erwacht, begegnet er der Fee der Nacht, die den Holzdieb wegen seines sonntäglichen Waldfrevels mitsamt seinem Holzbündel auf den Mond verbannt hat. Als sie erfährt, dass an diesem Holz noch das sechste Beinchen des Maikäfers hängt, tut ihr Herr Sumsemann leid. Die Strafe kann und will sie aber nicht rückgängig machen. Aus Mitleid erlaubt sie ihm jedoch, mit zwei Kindern, die noch nie ein Tier gequält haben, zum Mond zu fliegen, um das Beinchen wieder zu holen.
Die fünf Beinchen werden in der Familie Sumsemann von Generation zu Generation weitervererbt, denn alle scheitern auf ihrer Suche nach zwei Kindern, die noch nie einem Tier etwas zuleide getan haben.
Tausend Jahre später ist Herr Sumsemann der letzte seiner Sippe. Er hat gerade seine Frau verloren und wohnt von den anderen Maikäfern abgeschieden im Garten von Peterchens Eltern. Dort spielt er abends auf einer kleinen, silbernen Geige (ebenfalls ein Familienerbstück) und passt auf, dass er sich nicht irgendwie in Gefahr bringt.

### In der Kinderstube
Eines Abends kommt Herr Sumsemann in das Zimmer von Peterchen und Anneliese. Dort entgeht er nur knapp dem Schicksal seiner Vorfahren, von der Zofe totgeschlagen zu werden, und versteckt sich hinter einem Vorhang. Von dort beobachtet er, wie die beiden Kinder von ihrer Mutter mit seiner Maikäfer-Ballade in den Schlaf gesungen werden. Das macht ihm Mut; er sieht sich im Kinderzimmer um und beginnt, auf seiner Geige einen Maikäfertanz zu spielen, wobei er immer ausgelassener herumhüpft. Davon erwachen Peterchen und Anneliese wieder und schauen belustigt zu. Nachdem man sich vorgestellt hat, erzählt Herr Sumsemann den neugierigen Kindern die traurige Geschichte von seinem sechsten Beinchen und beide erklären sich bereit, ihm zu seinem fehlenden Beinchen zu verhelfen. Bei einem Zaubertanz lernen die Kinder nun von ihm das Fliegen. Als das klappt, machen sie sich mit zwei Körbchen voller Äpfel als Proviant, Anneliese mit Puppe und Peterchen mit Hampelmann im Arm, auf den Flug zum Mond, während der Maikäfer unermüdlich geigt.

### Der Flug nach der Sternenwiese und Die Sternenwiese
Auf ihrem Flug durch die Nacht gelangen die drei Abenteurer zur Sternenwiese. Dort leitet das Sandmännchen die Sternenkinderschule und achtet darauf, dass die Sternchen der verlogenen Kinder wieder gerade gebogen und die der bösen Kinder wieder auf Hochglanz poliert werden. Als es die drei Besucher entdeckt, ist es zunächst erbost und versucht, die Eindringlinge mit seiner riesigen Trommel zu verjagen. Nachdem es von Anneliese und Peterchen zwei Äpfel erhalten hat, wird es versöhnlich und lässt sich von Herrn Sumsemann den Grund der Reise erklären. Um herauszufinden, ob es sich bei Peterchen und Anneliese wirklich um zwei brave Kinder handelt, so wie es die Nachtfee einst gefordert hatte, holt das Sandmännchen die Sternenmädchen der beiden Kinder (jedes Kind auf der Erde hat seinen eigenen Stern) herbei. Da ihre Sterne immer gestrahlt haben, steht zur Freude Herrn Sumsemanns fest, dass die beiden die Bedingung erfüllen. Die Kinder dürfen ihre Sternchen umarmen und diese versprechen Hilfe in der Not. Da das Sandmännchen um die Gefährlichkeit der Reise weiß, bietet es den Dreien an, noch in derselben Nacht zum Kaffeeklatsch mit ins Schloss der Nachtfee zu kommen, um dort die Naturgeister um ihre Unterstützung zu bitten.

### Die Schlittenfahrt auf der Milchstraße
Bei ihrer Fahrt über die Milchstraße im Mondschlitten des Sandmännchens, der von acht Nachtfaltern gezogen wird, lernen die Kinder einige Phänomene des Himmels kennen, beispielsweise den Tausee, Irrlichter, Himmelskühe und Sternschnuppen.

### Das Schloss der Nachtfee
Währenddessen empfängt die Nachtfee in ihrem Schloss die Naturgeister zum Mitternachts-Kaffeeklatsch. Nach und nach erscheinen mit imposanten Begrüßungs-Balladen der Donnermann, die Windliese, die Wolkenfrau, die Blitzhexe, der Regenfritz, der Sturmriese, der Hagelhans, Frau Holle, der Eismax, der Wassermann, das Taumariechen (Tochter der Nachtfee) und als letztes die Sonne mit ihren Kindern, der Morgenröte, der Abendröte, dem Morgenstern und dem Abendstern. Als sich alle versammelt haben, stürmt plötzlich der Milchstraßenmann in den Saal, der sich erbost über die Gäste der Nachtfee beschwert, da die meisten bei ihrer Anreise irgendetwas beschädigt oder in Unordnung gebracht haben. Er kann jedoch bald mit einem großzügigen Trinkgeld von den Naturgeistern beruhigt werden.

### Die Ankunft der Kinder im Schloss der Nachtfee und Der Ritt auf dem Großen Bären
Als das Sandmännchen mit seinen Begleitern im Schloss der Nachtfee erscheint, lösen sie zuerst Verwunderung aus. Nachdem jedoch alle an die Geschichte des Herrn Sumsemann erinnert worden sind und die beiden braven Kinder vor sich sehen, sind sie beeindruckt vom Mut der Kinder. Der Sturmriese, der Donnermann und der Wassermann versprechen ihnen spontan ihre Hilfe. Das Sandmännchen wird von der Nachtfee beauftragt, Peterchen, Anneliese und Herrn Sumsemann weiter zu begleiten, und der Milchstraßenmann muss den Großen Bären holen, dessen fürchterliche Laune ebenfalls mit Äpfeln besänftigt wird. Dann ist er bereit, die vier aufsitzen zu lassen, um sie bis zur Mondkanone zu bringen. Nun beginnt der schnelle Ritt über den Nachthimmel bis zum Mond, wobei sie im Garten des Weihnachtsmanns Rast einlegen.

### Die Weihnachtswiese und Das Osternest
Auf der Weihnachtswiese wachsen all das Spielzeug und die Süßwaren, die die Kinder zu Weihnachten geschenkt bekommen. Hier begegnen die Kinder einem Pfefferkuchenmann, der sie freundlich empfängt, ihnen alles zeigt und sie zum Weihnachtsmann führt. Auch das Christkind sehen sie, allerdings schläft es noch, um sich für Weihnachten zu stärken. Doch bald geht die Reise auf dem Großen Bären weiter, sehr zur Freude des Herrn Sumsemann, der sich für die Weihnachtswiese nicht interessiert, da er mit Spielzeug oder Süßwaren nichts anfangen kann. Am Osternest sitzen lauter bunte Hühner, die viele bunte Eier legen, die dann von den Osterhasen aufgesammelt und zu Ostern auf die Erde gebracht werden. Da die Zeit aber knapp ist, bleibt den Reisenden keine Zeit, sich hier umzuschauen, und sie reiten über eine fremdartige Mondlandschaft mit stiebenden Kieselfeldern und wippenden „Gummiteichen“ weiter, bis sie am Fuße des großen Mondberges ankommen, wo auch die Mondkanone steht.

### Die Mondkanone
Mit der Mondkanone müssen die beiden Kinder und der Maikäfer auf den großen Mondberg geschossen werden, da eine Besteigung auf andere Art nicht möglich ist. Dort steht aber jene Birke, an der das sechste Beinchen des Herrn Sumsemann hängt. Ebenso lebt dort der Mondmann, der einst auf den Mond verbannte Holzfäller. Nachdem das Sandmännchen die Kanone gereinigt hat und Peterchen und Anneliese sich von ihm verabschiedet haben, schießt dieses zuerst den Maikäfer (der aus lauter Angst erst versucht, sich tot zu stellen) und dann die Kinder auf den Mondberg. Oben angekommen, machen sie sich auf die Suche nach dem Beinchen.

### Der Kampf mit dem Mondmann
Gerade als sie die Birke, an der das Beinchen hängt, entdeckt haben, springt der riesige Mondmann hinter einem Felsen hervor und bedroht die Eindringlinge. Trotz seines hässlichen Aussehens bleiben die Kinder furchtlos und behandeln ihn höflich, ganz wie das Sandmännchen es ihnen geraten hat. Für das Beinchen möchte der Mondmann eine Gegenleistung. Also geben Peterchen und Anneliese ihm erst ihre beiden letzten Äpfel, dann alle Lebkuchen, die ihnen der Weihnachtsmann geschenkt hat, und schließlich Peterchens Hampelmann und Annelieses Puppe, die der Mondmann zum Entsetzen der Kinder ebenso gierig verschlingt. Da er immer noch nicht satt ist, will er nun die Kinder fressen. In letzter Sekunde kommt der Donnermann hervorgesprungen und wirft ihn zu Boden. Als dieser wieder verschwunden ist, steht der Mondmann auf und geht erneut auf die Kinder los. Diesmal streckt ihn der Wassermann mit einem großen Wasserschwall nieder. Kaum hat der Mondmann wieder Luft, geht er zum nächsten Angriff über. Da erscheint der Sturmriese und wirft den Mondmann mit einem ausgerissenen Baumstamm zu Boden. Die Kinder frohlocken schon – da schafft es der Mondmann mühsam, sich auch von dort wieder emporzurappeln. Nun zückt Peterchen sein Holzschwert und Anneliese ruft verzweifelt ihre Sternchen herbei. Die erscheinen sofort und blenden den Mondmann mit ihren Strahlen. Orientierungslos läuft der Bösewicht nun durch den Mondwald und verirrt sich immer weiter.

### Das Beinchen
Nun klettert Peterchen schnell die Birke hinauf, an der das sechste Beinchen hängt, und nimmt es von dem Nagel ab, an dem es gehangen hat. Anneliese klebt es dem Maikäfer, der immer noch aus Furcht vor dem Mondmann ohnmächtig auf dem Rücken liegt, mit Spucke an die richtige Stelle. Dann wecken sie ihn freudig auf. Dieser freut sich natürlich sehr; doch noch während er seinen Freudentanz tanzt, erscheint die Morgenröte und fordert die drei Abenteurer auf, bald zur Erde zurückzukehren, da sie nach Tagesanbruch nie mehr zurückfinden würden. Also umarmen sie sich ein letztes Mal, und eine von Herrn Sumsemann ausgesprochene Beschwörungsformel löst einen rasanten Fall durch den sich öffnenden Mondboden aus, von dem die Reisenden allerdings nur ein – schließlich abebbendes – Rauschen und Brausen wahrnehmen.

### Wieder daheim
Als die beiden Kinder ihre Augen aufmachen, sitzen sie in ihrem Kinderzimmer auf dem Tisch. Alle Dinge, die sie auf ihrer Reise verloren haben (die Äpfel, der Hampelmann und die Puppe) sind wieder da, und auch der Maikäfer ist im Zimmer, mit sechs Beinchen. Sie entlassen ihn durch das Fenster in die Freiheit. Als die Mutter hereinkommt, hat sie die Pfefferkuchenpäckchen vom Weihnachtsmann dabei, die dieser der Mutter als Belohnung für die Kinder auf die Erde geschickt hat.

## Verfilmungen

### Verfilmung von 1959
Im Jahr 1959 wurde die Geschichte unter dem Titel Peterchens Mondfahrt und der Regie von Gerhard F. Hering verfilmt. Der Schwarzweißfilm hat eine Länge von 103 Minuten; zur Besetzung gehörten u. a. Frank Freiherr von dem Bottlenberg als Peterchen, Cora Freifrau von dem Bottlenberg als Anneliese, Horst Butschke als Sumsemann, Lola Müthel als Nachtfee, Dirk Dautzenberg als Sandmännchen, Else Knott als Erzählerin, Irmgard Först als Peterchens Mutter, Margot Trooger als Sonne, Rudolf Therkatz als Mann im Mond, Hans Helmut Dickow als Pfefferkuchenmann, Edith Teichmann als Blitzhexe und Hans Müller-Westernhagen als Milchstraßenmann. Die Musik zum Film wurde von Clemens Schmalstich komponiert.
Dieser Film wurde häufig zu Weihnachten in der ARD gesendet.

### Verfilmung von 1990
Eine Neuverfilmung von 1990 als Zeichentrickfilm lockte 718.000 Besucher in die Kinos. Der Regisseur des 80-minütigen Films war Wolfgang Urchs, der Soundtrack wurde von Klaus Doldinger komponiert. 1997 strahlte KI.KA diesen Film erstmals als fünfteilige Serie aus.
In diesem Zeichentrickfilm wird die Geschichte mit zusätzlich erfundenen Liedern erweitert. Die Gedichte der Naturgeister bei ihrer Ankunft im Schloss der Nachtfee hingegen wurden weggelassen.

### Verfilmung von 2021
Der Animationsfilm des Regisseurs Ali Samadi Ahadi mit 84 Minuten Länge entstand unter anderem mit Beteiligung der Fernsehsender ZDF und ORF und kam ab 31. März 2022 in die deutschen Kinos.

## Hörspiele

### Hörspiel von 1926
Dieses Hörspiel (Sendespiel) wurde von der NORAG produziert und am 26. Dezember 1926 live ausgestrahlt. Unter der Regie von Hermann Beyer sprachen u. a. Lotte Schloß (Die Mutter), Edith Scholz (Peterchen), Friedel Lind (Anneliese), Hedwig Herder (Der Maikäfer), Claire Goericke (Die Sonne/Das Sandmännchen), Karl Pündter (Der Donnermann), Emmi Reiter (Die Blitzhexe), John Walter (Der Wassermann), Wilhelm Karthaus (Der Milchstraßenmann) und Max Berges (Das Pfefferkuchenmännchen).

### Hörspiel von 1951
Dieses Hörspiel wurde vom BR produziert und am 23. Dezember 1951 erstmals ausgestrahlt. Für die Hörspielbearbeitung war Gerda Corbett verantwortlich. Unter der Regie von Heinz-Günter Stamm sprachen u. a. Jutta Günther und Hardy Krüger. Die Spieldauer der Aufnahme beträgt 74’15’’.

### Hörspiel von 1964
Diese Schallplatteneinrichtung der Bühnenfassung von Benno Schurr wurde mit Sprechern wie Irene Marwitz, Antje Hagen, Hans Timmerding und Kurt Ebbinghaus realisiert. Sie erschien nach ihrer Erstauflage bei Ariola im Jahr 1964 jahrzehntelang in den unterschiedlichsten Ausgaben auf Tonträgern und blieb bis ins CD-Zeitalter hinein die einzige kommerziell erhältliche Hör-Produktion der Geschichte. Sie verwendet die Original-Bühnenmusik von Clemens Schmalstich musikalisch bearbeitet von Max Roth.

### Hörspiel von 1999
Die Neuaufnahme stammt vom DeutschlandRadio Berlin. Die Erstausstrahlung fand am 4. April 1999 statt. Das Buch schrieb Holger Teschke. Die Regie führte Peter Groeger. Es sprachen Walter Fister-Culjat (Peter), Anne Helm (Anne), Christian Gaul (Herr Sumsemann, Maikäfer), Rainer Büttner (Der Sandmann), Peter Groeger (Der kleine Bär), Wilfried Herbst (Der Milchstraßenmann), Ulrike Krumbiegel (Die Nachtfee) und Jürgen Kluckert (Der Mondmann). Die Spieldauer beträgt 56’28 Minuten.

### Hörspiel von 2009
Das Hörspiel wurde produziert vom Hörspiel-Label Titania Medien. Es sprechen Joachim Pukaß (Erzähler), Albert Werner (Peterchen), Marie Hinze (Anneliese), Axel Malzacher (Herr Sumsemann), Engelbert von Nordhausen (Sandmann), Peter Reinhardt (Der große Bär), Tobias Nath (Morgenstern), Melanie Hinze (Abendstern), Katja Nottke (Nachtfee), Uli Krohm (Donnermann), Philine Peters-Arnolds (Windliese), Monica Bielenstein (Blitzhexe), Uwe Büschken (Regenfritz), Jürgen Thormann (Eismax), Astrid Bless (Sonne), Hasso Zorn (Mondmann) u. v. a. Das Hörspiel basiert auf Marc Gruppes gleichnamiger Theaterbearbeitung des Märchens von Gerdt von Bassewitz. Die Produktion umfasst eine CD und ist über 84 Minuten lang.

## Brettspiel
1967 erschien die Mondfahrt beim Nürnberger Spieleverlag J. W. Spear & Söhne unter dem Originaltitel als Brettspiel für vier Mitspieler.

## Ausgaben
- Gerdt von Bassewitz: Peterchens Mondfahrt. 28. Auflage. Südwest-Verlag, München 1994, ISBN 3-517-00145-7.
- Gerdt von Bassewitz: Peterchens Mondfahrt. mit Illustrationen von Olga Poljakowa. gondolino, Bindlach 2012, ISBN 978-3-8112-3296-9 (leicht gekürzt; Verlagsinfo).

## Illustrationen von Hans Baluschek

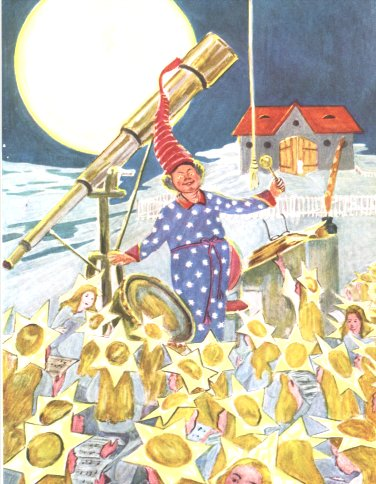
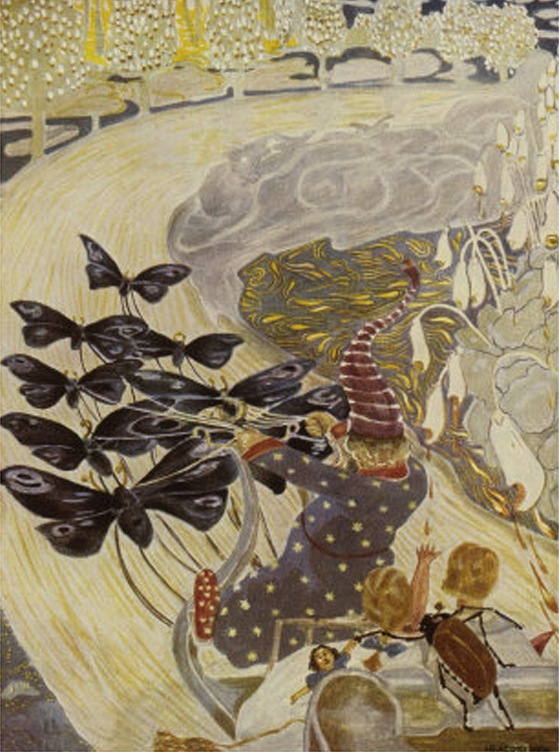
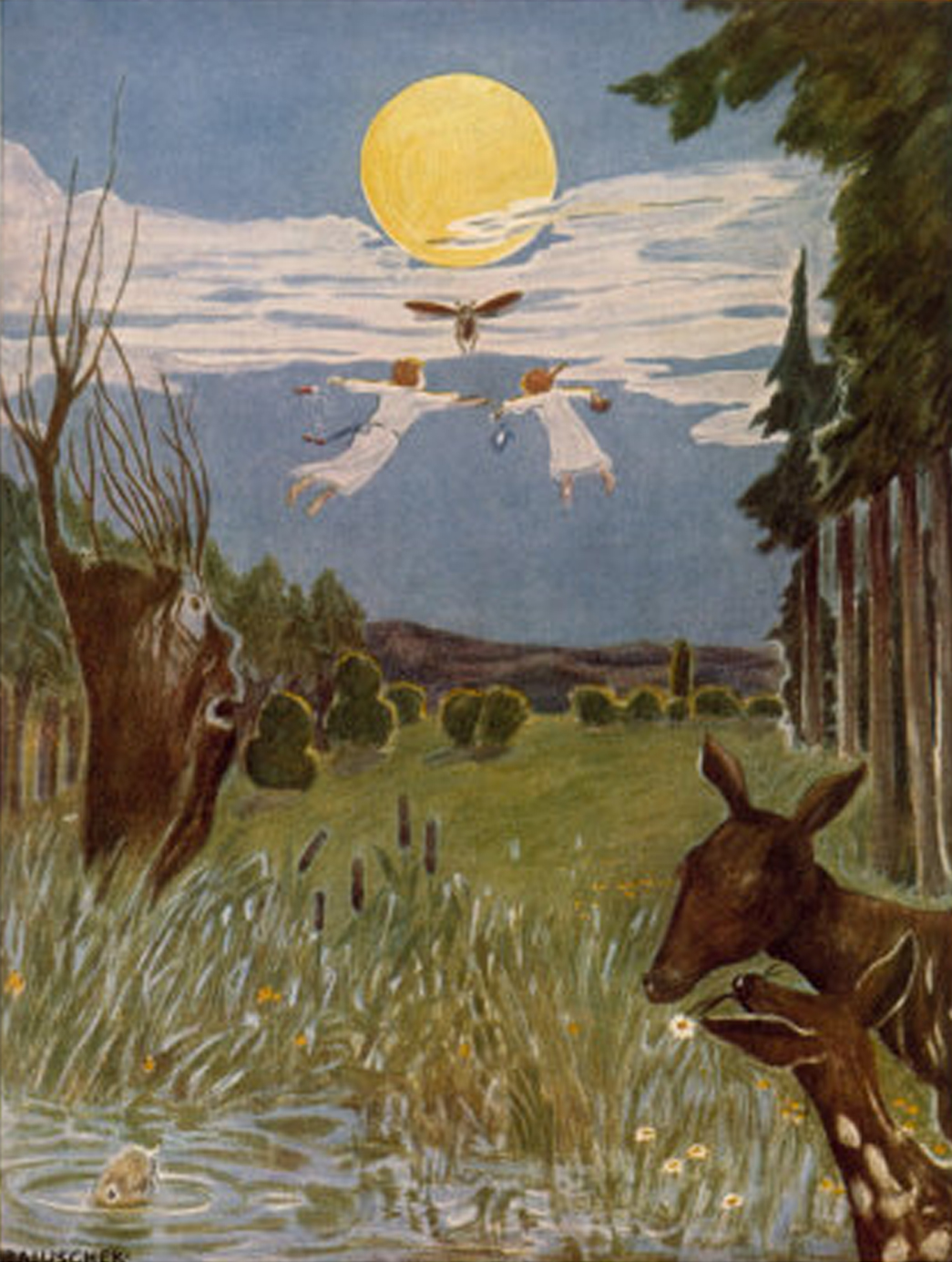
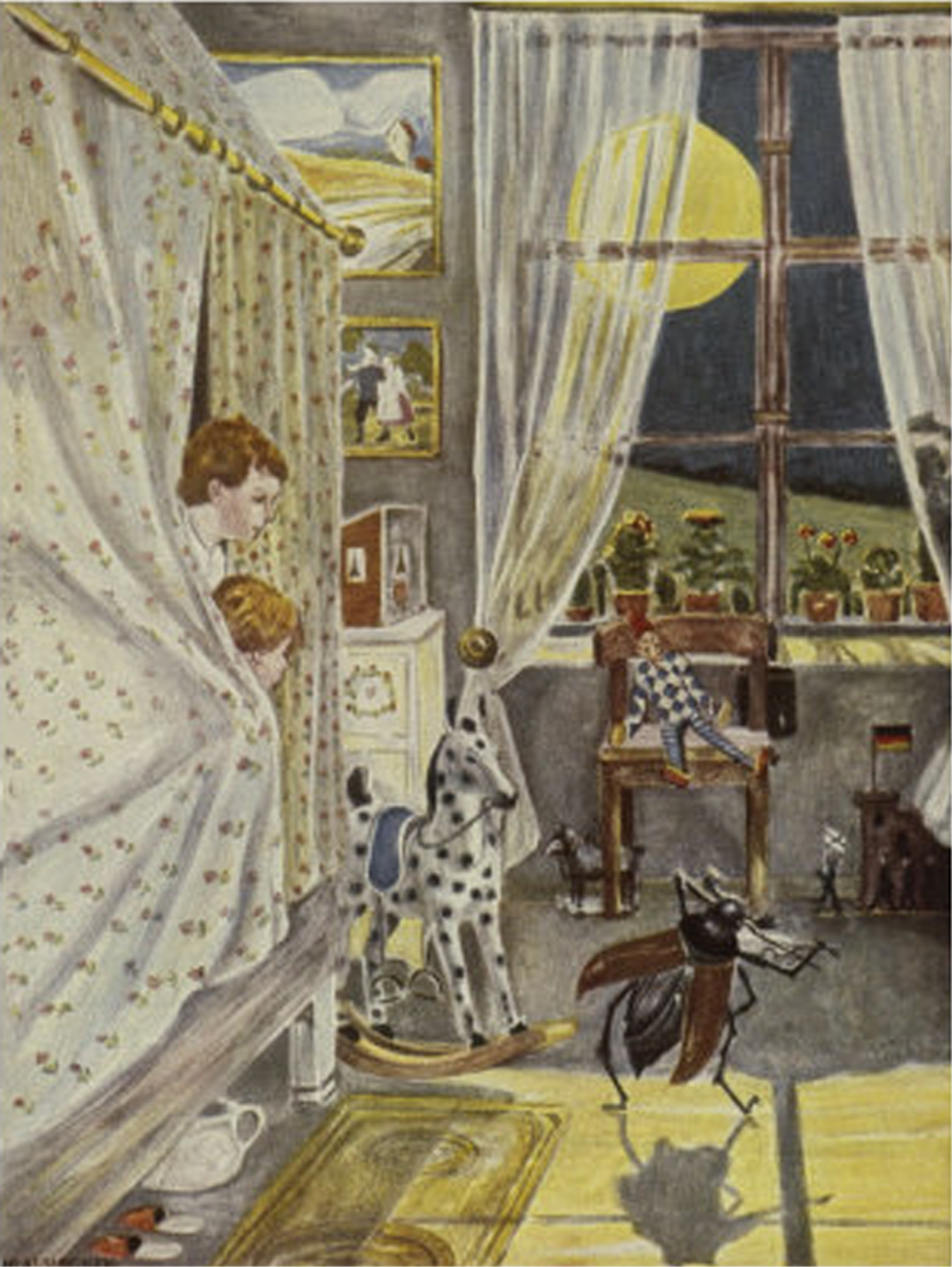
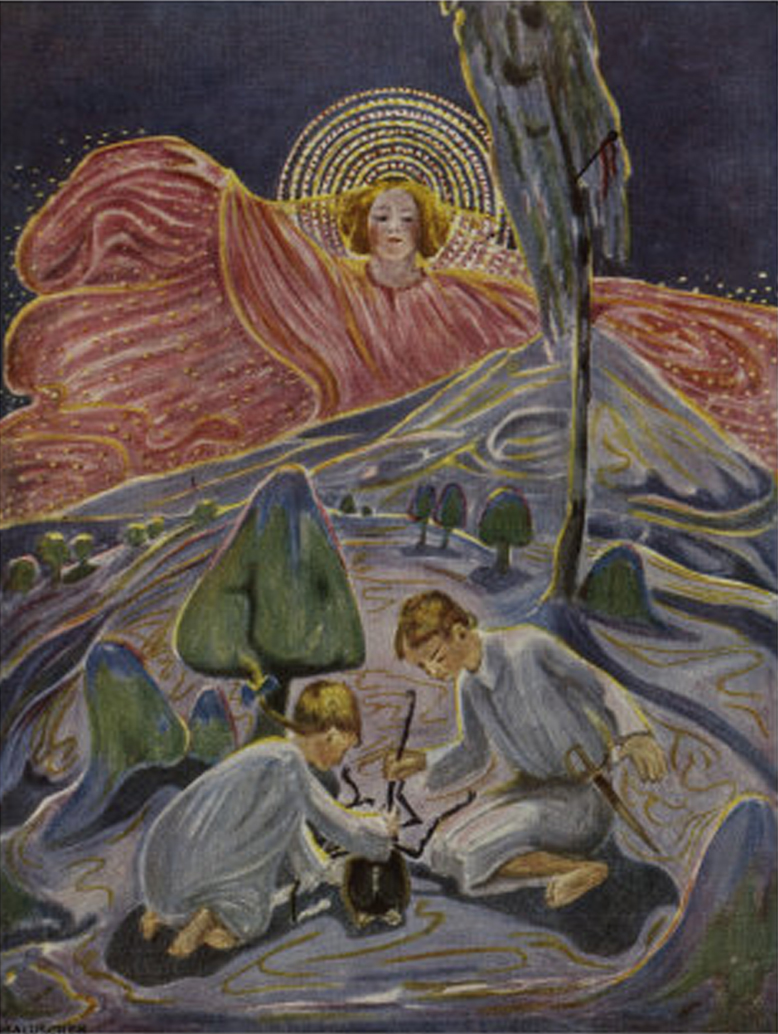
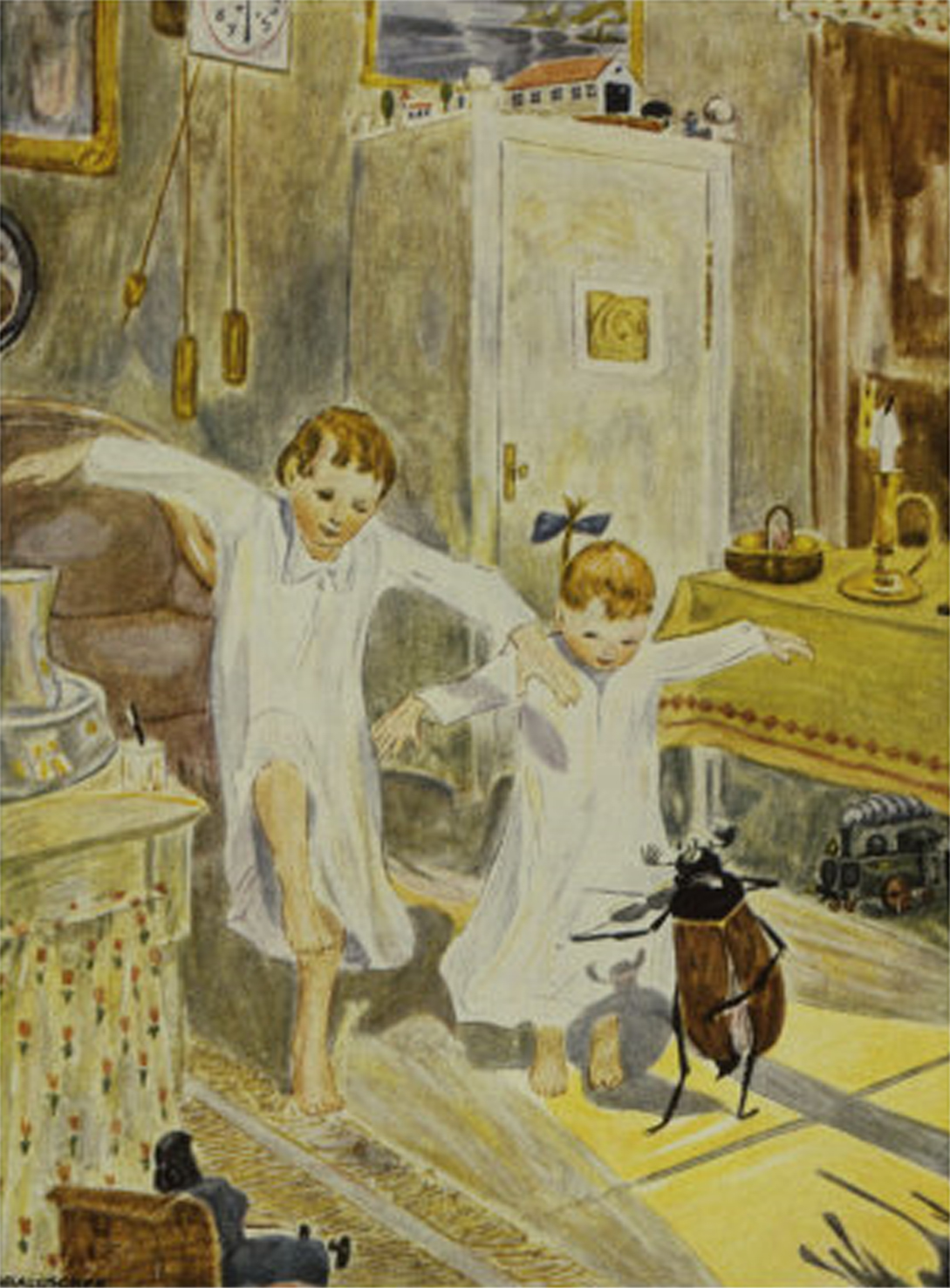
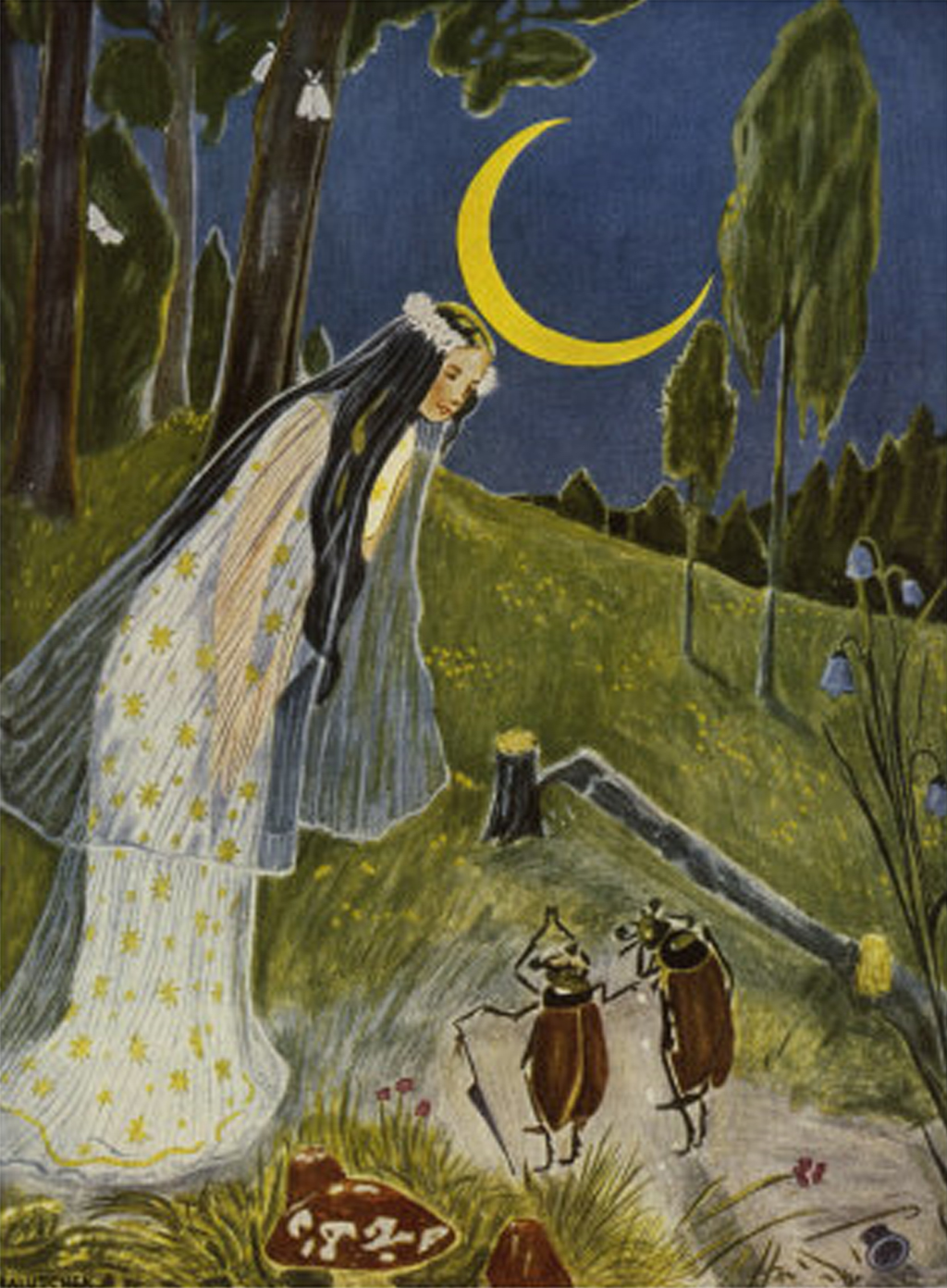
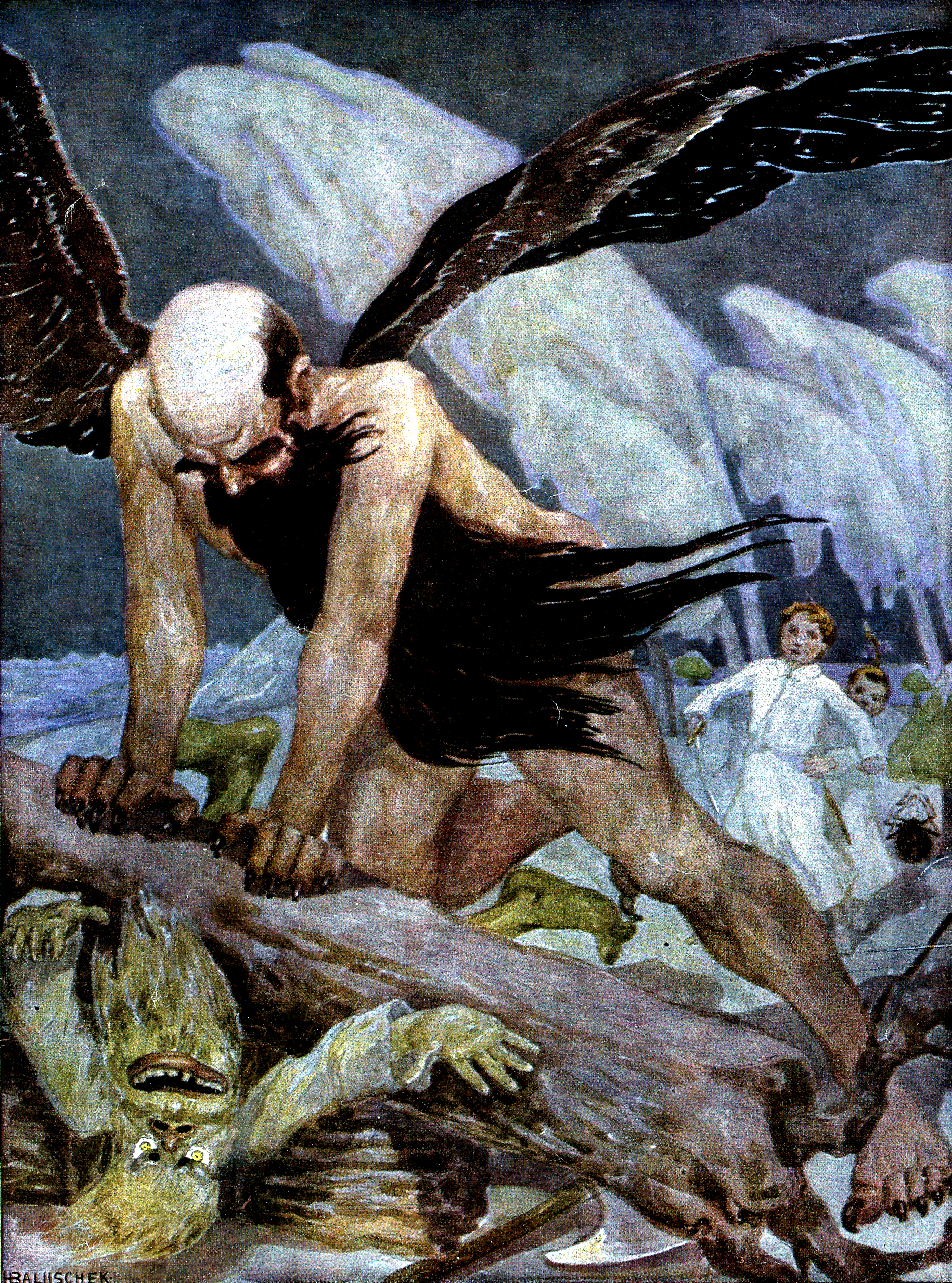
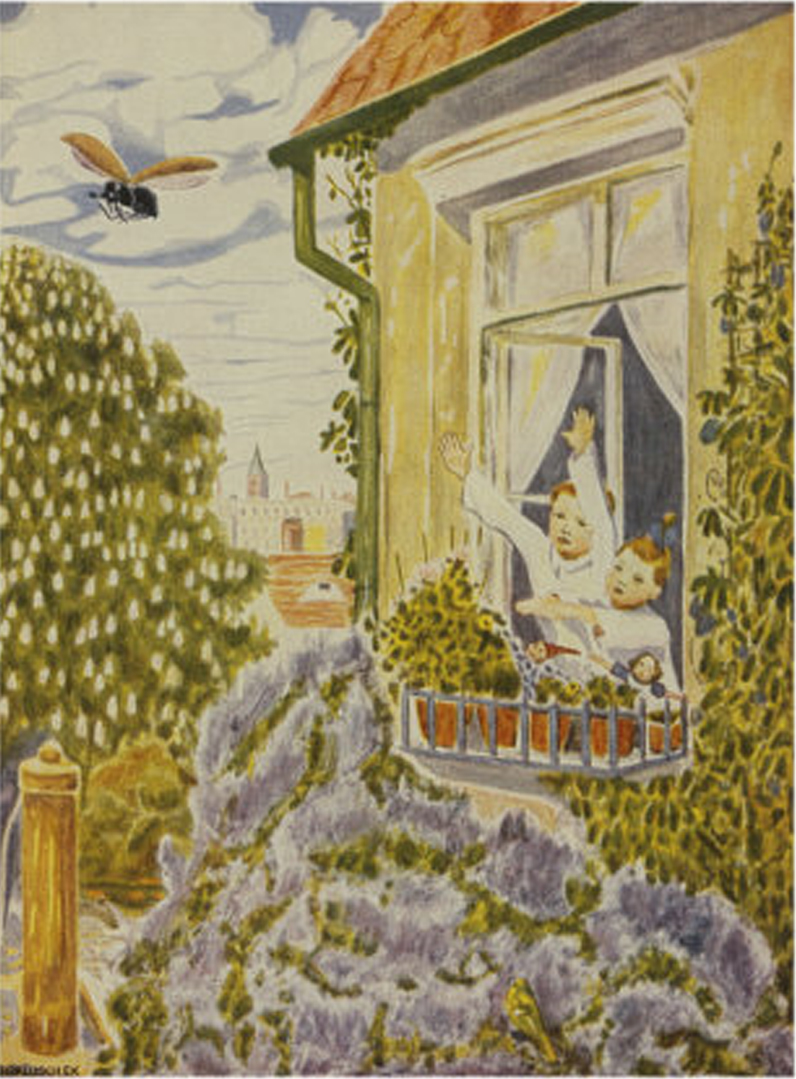